# Liga Profesional de Fútbol Argentino
La Liga Profesional de Fútbol Argentino, spesso abbreviata in LPF, è l'organo interno dell'AFA responsabile dell'amministrazione della Primera División e dei tornei nazionali ad essa legati a partire dal 2020.

## Storia
A seguito dello scioglimento della SAF, il 19 maggio 2020 viene fondata la Liga Profesional de Fútbol Argentino, direttamente collegata all'AFA e presieduta da Marcelo Tinelli.

## Coppe organizzate dalla LFP
Oltre all'organizzazione della Primera División, la lega creò una nuova competizione denominata Copa de la Liga Profesional, una coppa nazionale riservata alle squadre della prima divisione sulla falsariga della defunta Copa de la Superliga.
Oltre a queste due competizioni istituì il Trofeo de Campeones de la Liga Profesional, disputato per la prima volta nel 2021, che mette di fronte i vincitori di campionato e coppa di lega.

## Competizioni
| Nome                                       | Periodo   |
| ------------------------------------------ | --------- |
| Liga Profesional                           | 2021–     |
| Copa de la Liga Profesional                | 2020–2024 |
| Trofeo de Campeones de la Liga Profesional | 2021–     |
| Supercopa Internacional                    | 2022–     |